# Antiaromaticidade
Uma molécula antiaromática é um sistema cíclico contendo ligações simples e duplas alternadas, onde a energia de elétrons pi de compostos antiaromáticos é maior do que a sua congénere de cadeia aberta. Assim, os compostos antiaromáticos são instáveis e muito reativos, muitas vezes compostos antiaromáticos distorcem-se fora da planaridade para resolver essa instabilidade. Compostos antiaromáticos costumam falhar a regra de Hückel de aromaticidade.
Exemplos de sistemas antiaromáticos são o ciclobutadieno (A), o cátion ciclopentadienil (B) e o ânion ciclopropenil (C). Ciclooctatetraeno é um sistema 4n mas nem aromático ou antiaromático porque a molécula escapa de uma geometria planar.
Ao adicionar-se ou remover-se um par de elétrons através de um reação redox, um sistema π pode tornar-se aromático e, portanto, mais estável do que o original não ou antiaromáticos, por exemplo, o diânion ciclooctatetraenido. Os critérios que a IUPAC possui para antiaromaticidade são as seguintes::
1. A molécula deve ter 4n elétrons π onde n é qualquer número inteiro.
2. A molécula deve ser cíclica.
3. A molécula deve ter um sistema conjugado de elétrons pi.
4. A molécula deve ser planar.

No entanto, a maioria dos químicos concordam quanto à definição de base empírica (ou simulada) de observações energéticas.